# Waf (chanson)
Pour les articles homonymes, voir Waf.
Singles de Julien Doré
Kiki
(2021) La Bise
(2021)
Waf, est une chanson du chanteur français Julien Doré en trio avec ses chiens Simone et Jean-Marc, parue sur son cinquième album Aimée. Elle est sortie en tant que single et quatrième extrait de l'album le 16 juin 2021.

## Clip vidéo
Le clip de la chanson, toujours réalisé par Brice VDH et écrit par Julien Doré, est sorti sur YouTube le 16 juin 2021,,.